# Marcham
Marcham är en ort och civil parish i Storbritannien.   Den ligger i grevskapet Oxfordshire och riksdelen England, i den södra delen av landet, 90 km väster om huvudstaden London. Marcham ligger 61 meter över havet och antalet invånare är 1 696.
Terrängen runt Marcham är platt. Runt Marcham är det ganska tätbefolkat, med 199 invånare per kvadratkilometer. Närmaste större samhälle är Oxford, 11,1 km nordost om Marcham. Trakten runt Marcham består till största delen av jordbruksmark.